# Ricardo de San Víctor

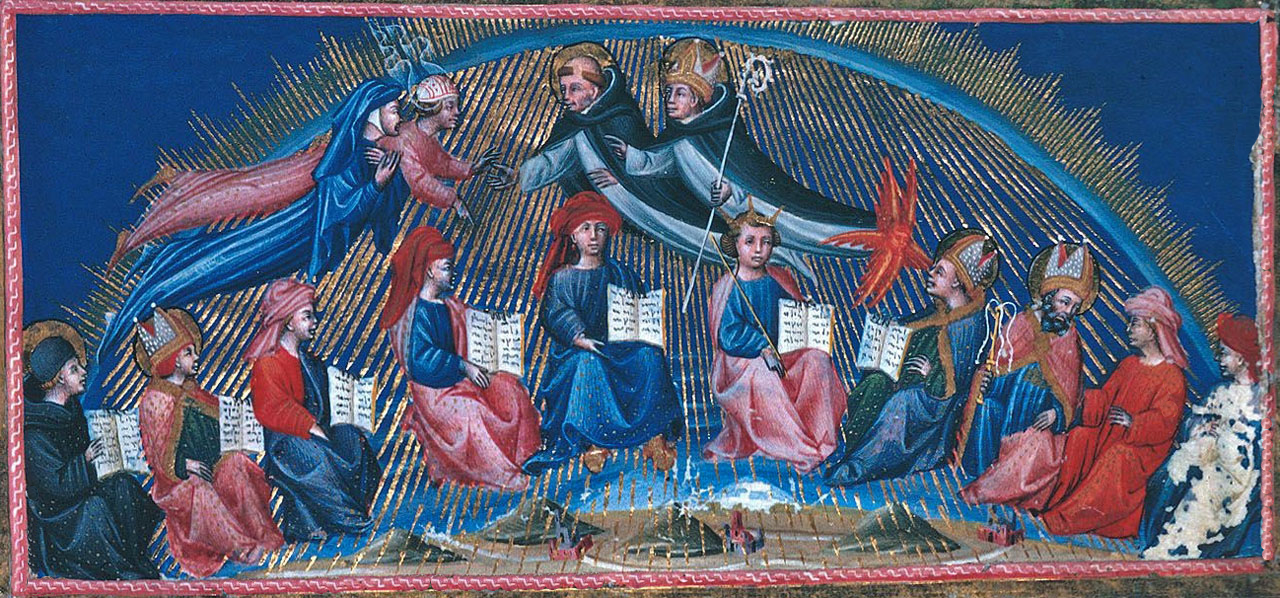
Ricardo de San Víctor fue colocado por Dante Alighieri en el Paraíso de su obra La divina comedia junto con otros sabios antiguos. En esta miniatura de Giovanni di Paolo que ilustra la escena, aparece en segundo lugar de derecha a izquierda con túnica roja junto a Beda el Venerable y Siger de Brabante.

Ricardo de San Víctor (en inglés Richard of Saint Victor, ca. 1110; Escocia - † 1173; Abadía de San Víctor, París, Francia) fue un filósofo, teólogo y místico escocés, alumno de Hugo de San Víctor.

## Vida y obra
De origen escocés, fue elegido viceprior en 1157, luego sucedió en el priorato de la comunidad monacal de San Víctor en París a su maestro Hugo, cargo que ocupó desde 1162 hasta su muerte acaecida en 1173. Fue sucedido por Gualterio de San Víctor en la dirección de la abadía.
Sus obras conocidas y más importantes fueron:
- De trinitate. Una obra dogmática acerca de la misterio de la Trinidad, pero también expone su pensamiento sobre la naturaleza y existencia de Dios.
- Liber exercitionum. Un resumen del Didascalion de Hugo de San Víctor.
- De preparatione animi ad contemplationem. Obra mística, conocida como Benjamin minor por comenzar con el texto bíblico del Salmo 68, 28.
- De gratia contemplationis. Obra mística conocida como Benjamin major.
- Expositio cantica canticorum. Un comentario sobre el libro bíblico del Cantar de los Cantares.

## Pensamiento

Opera, 1650

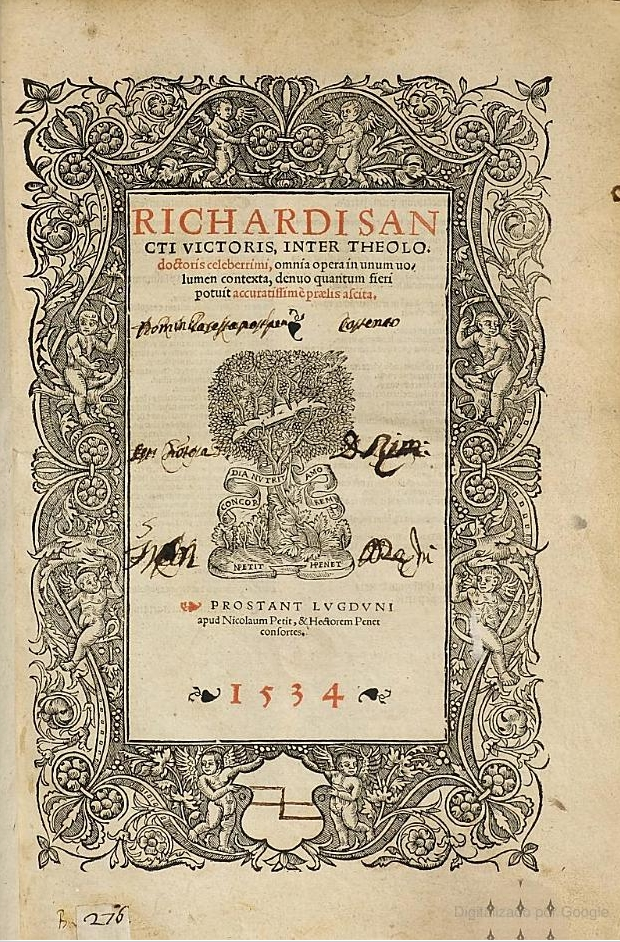
Portada de las Obras completas (Lyon 1534)

Sus ideas giran principalmente alrededor de la supeditación que existe entre la razón filosófica y la mística, ya que aquella no puede hacer sino servir a ésta. 
De esta manera, la contemplación mística se da de manera ascendente a través de las facultades de conocimiento del ser humano: la imaginación, la razón y la inteligencia. Así, el conocimiento que se obtiene del mundo sensible es una primera etapa para el conocimiento de Dios, en el que escalando con la inteligencia a través de las criaturas sensibles e inteligibles, se llega a los seres intelectibles que son aquellos del mundo espiritual y en último grado, Dios. 
Esta división de los seres en sensibles, intelegibles e intelectibles es una herencia del pensamiento filosófico del romano Boecio. La última etapa de esta escala de contemplación sería la unión mística con Dios mismo.
Igualmente, su especulación le lleva a tratar de demostrar la existencia de Dios, de la cual expone tres vías:
- Primera. La temporalidad de los seres se sustenta y fundamenta en la necesidad de la existencia de un ser eterno.
- Segunda. Partiendo de los seres sensibles la perfección aumenta, por lo que es necesario la existencia de un ser toda perfección. En ello antecedió la Cuarta vía de las demostraciones de la existencia Dios de Santo Tomás.
- Tercera. Partiendo nuevamente de los seres sensibles, deduce las esencias que las conforman que encuentran su modelo ejemplar en la esencia de Dios.

Fue el primero en desarrollar la teoría de la scintilla animae (centella o chispa del alma), que proponía la existencia de una parte íntima en el alma que no podía contaminarse jamás por el pecado, que sería un reflejo personal de Dios y que es precisamente donde se lleva a cabo la contemplación y unión mística más profunda. Esta concepto sería usado con posterioridad por otros místicos destacando el uso que de él hizo Meister Eckhart.

## En la Divina Comedia
El poeta italiano Dante Alighieri, en su máxima obra la Divina Comedia, colocó entre las almas bienaventuradas del Paraíso a Ricardo de San Víctor, ubicándolo en la cuarta esfera, correspondiente al sol, donde residen los sabios. Sobre el filósofo menciona que "fue más que hombre" ("fu più che viro") en la contemplación:
«Mira además flamear al espíritu ardiente
de Isidoro, de Beda y de Ricardo
quien a considerar fue más que hombre.»
Canto X, 130 - 132

## Reconstrucción del Templo de Jerusalén
San Víctor fue uno de los primeros, si no el primero, estudiosos que ilustró sus obras . En «De Templo Salomonis ad litteram» y «De Aedificia Ezechielis» completó y explicó sus estudios con xilografías del templo, de estilo románico, que representaron un primer avance en el estudio de la representación gráfica del Templo de Jerusalén. San Víctor defendió que para entender el sentido simbólico del Templo era necesario visualizarlo como una construcción real. Diferenciaba claramente el Templo de Salomón del de Ezequiel, añadiendo dibujos explicativos del aspecto del edificio que representaron una manera totalmente innovadora de enfocar el asunto.

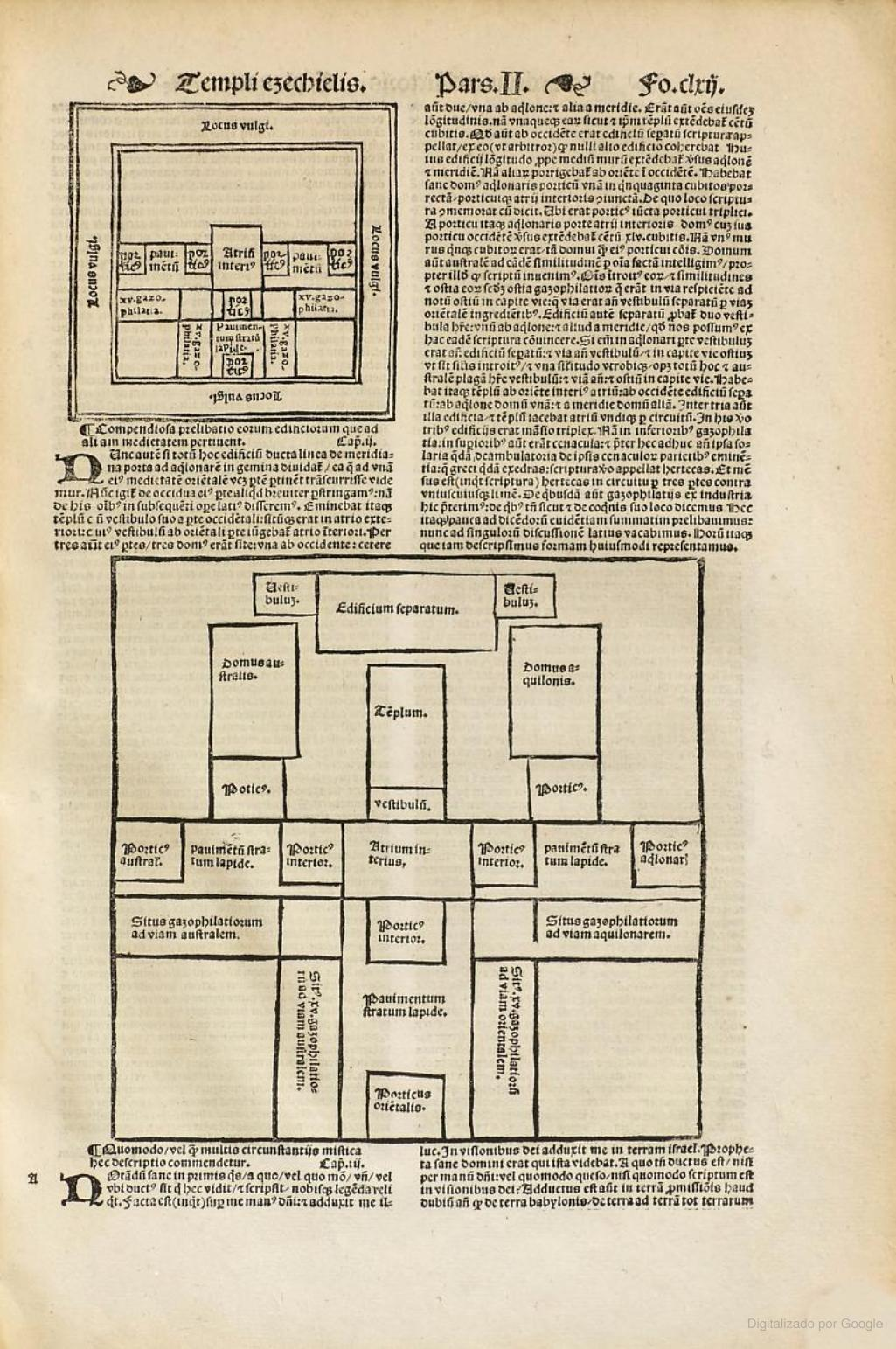
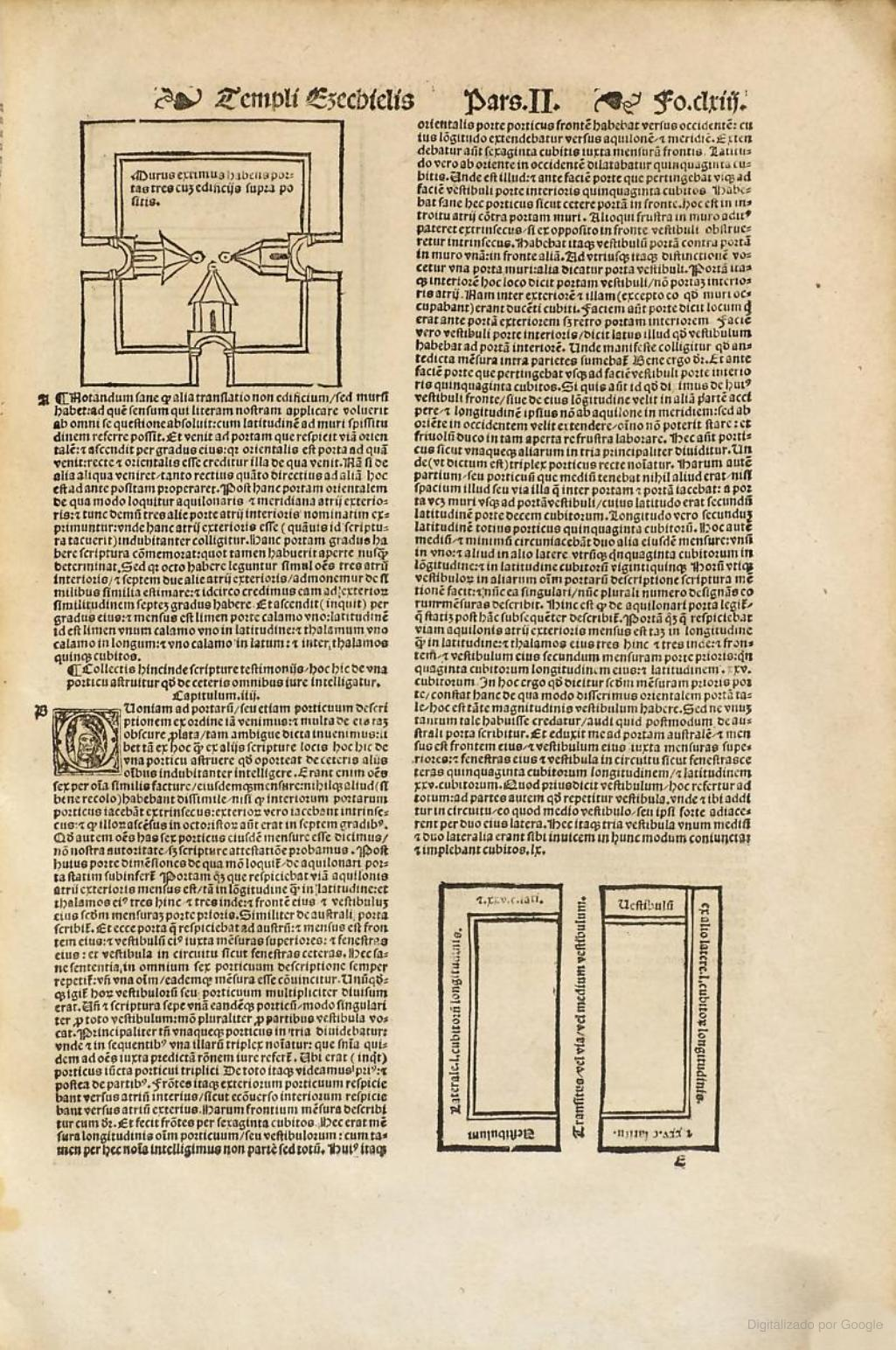
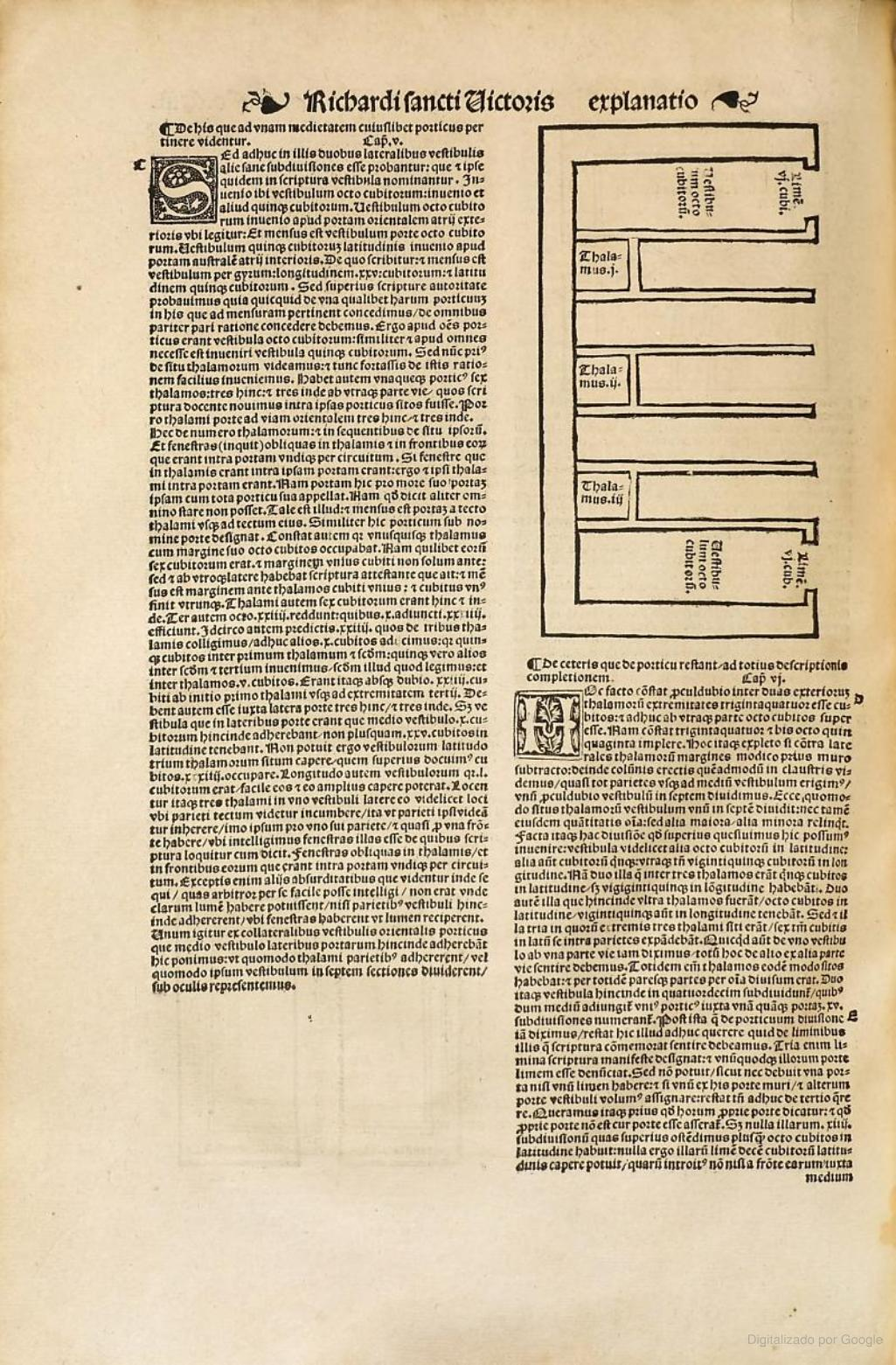
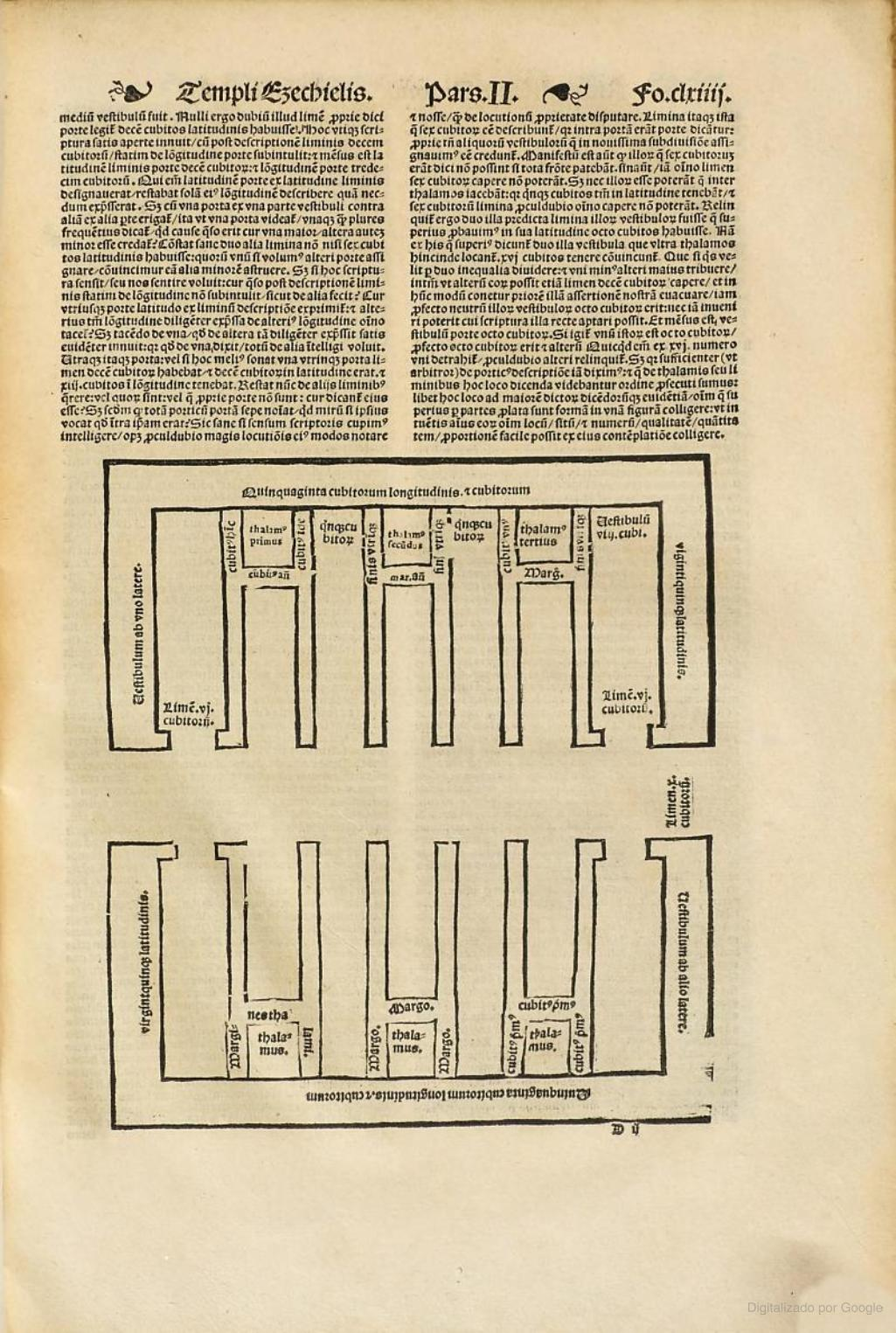
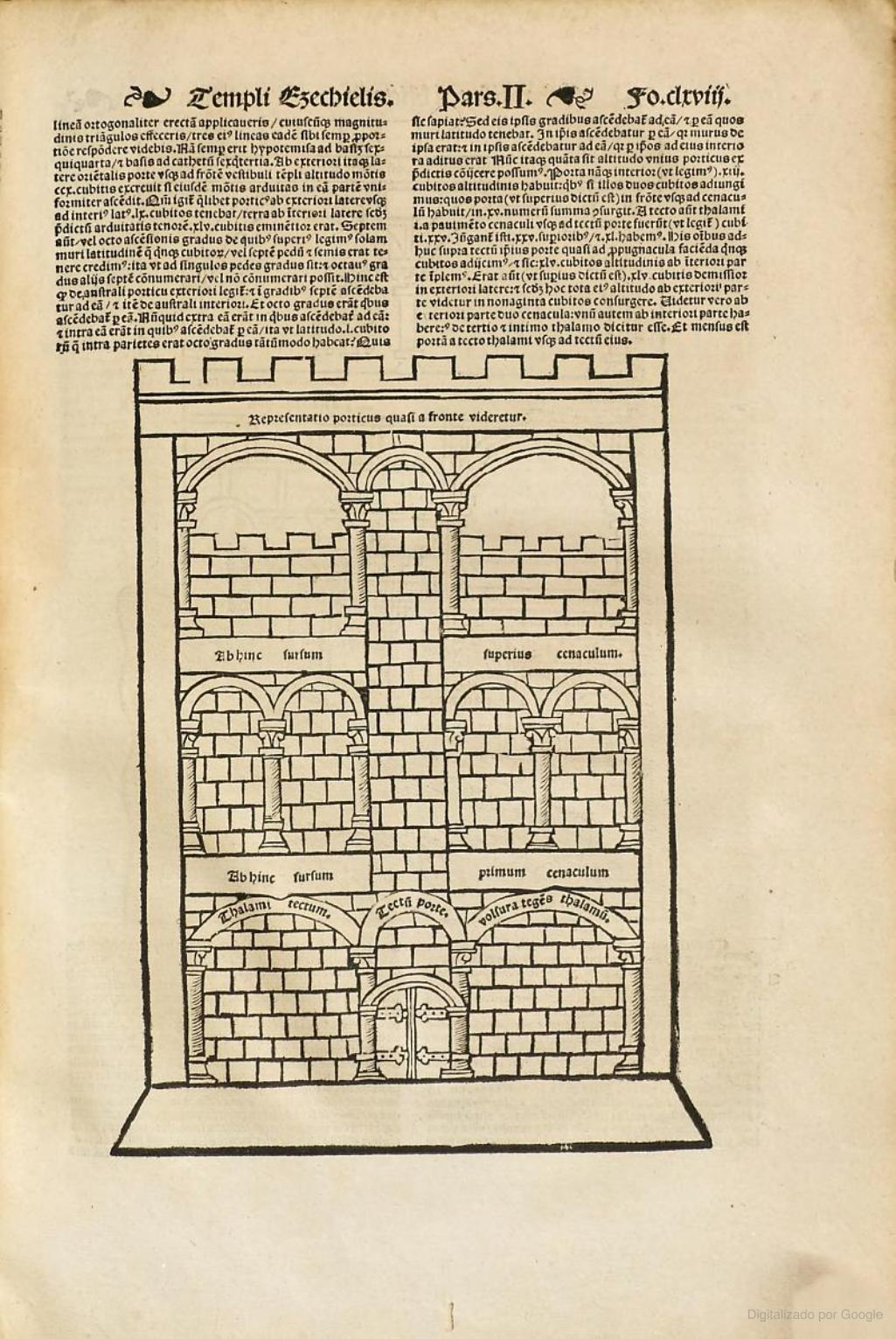
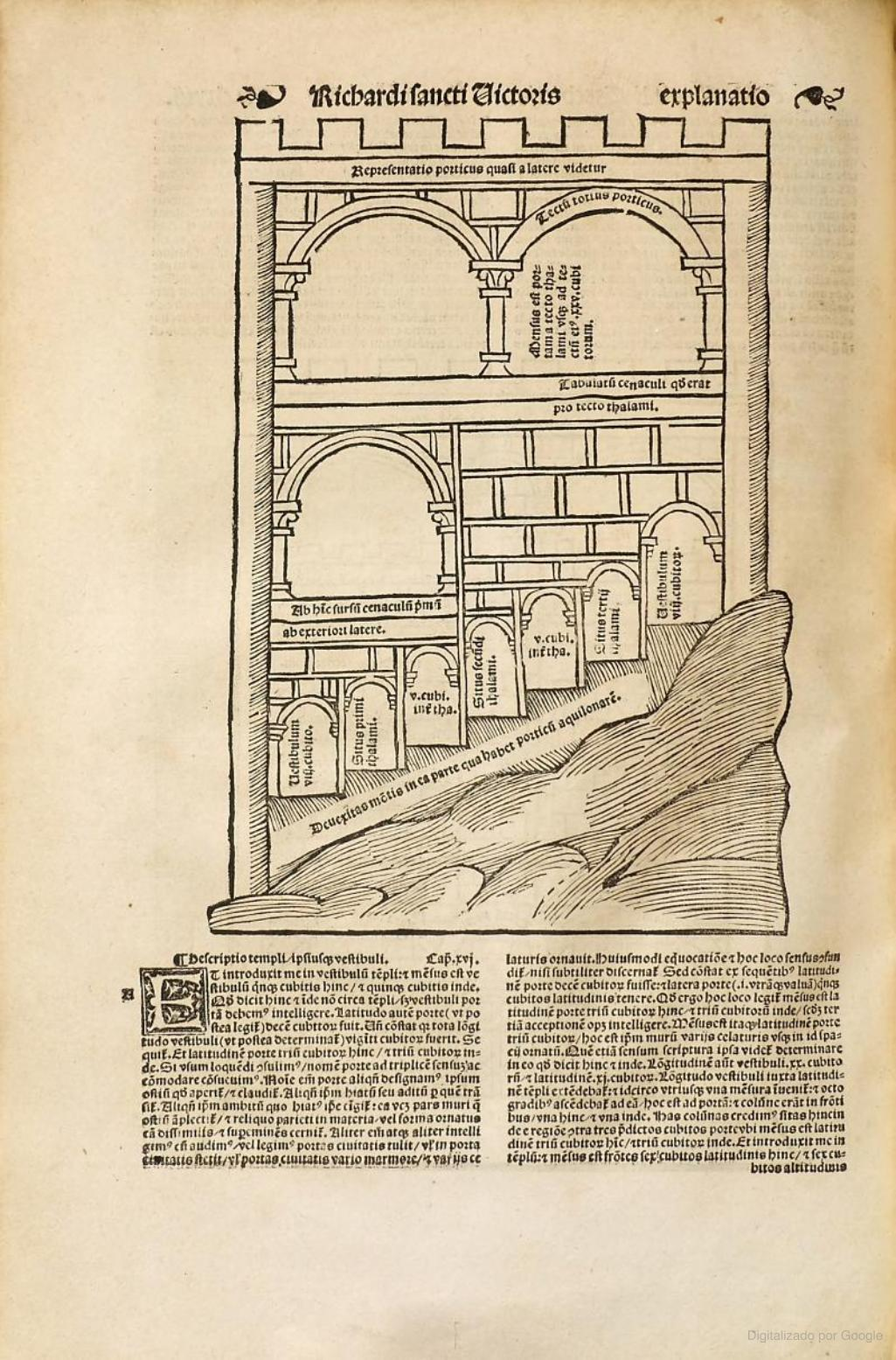
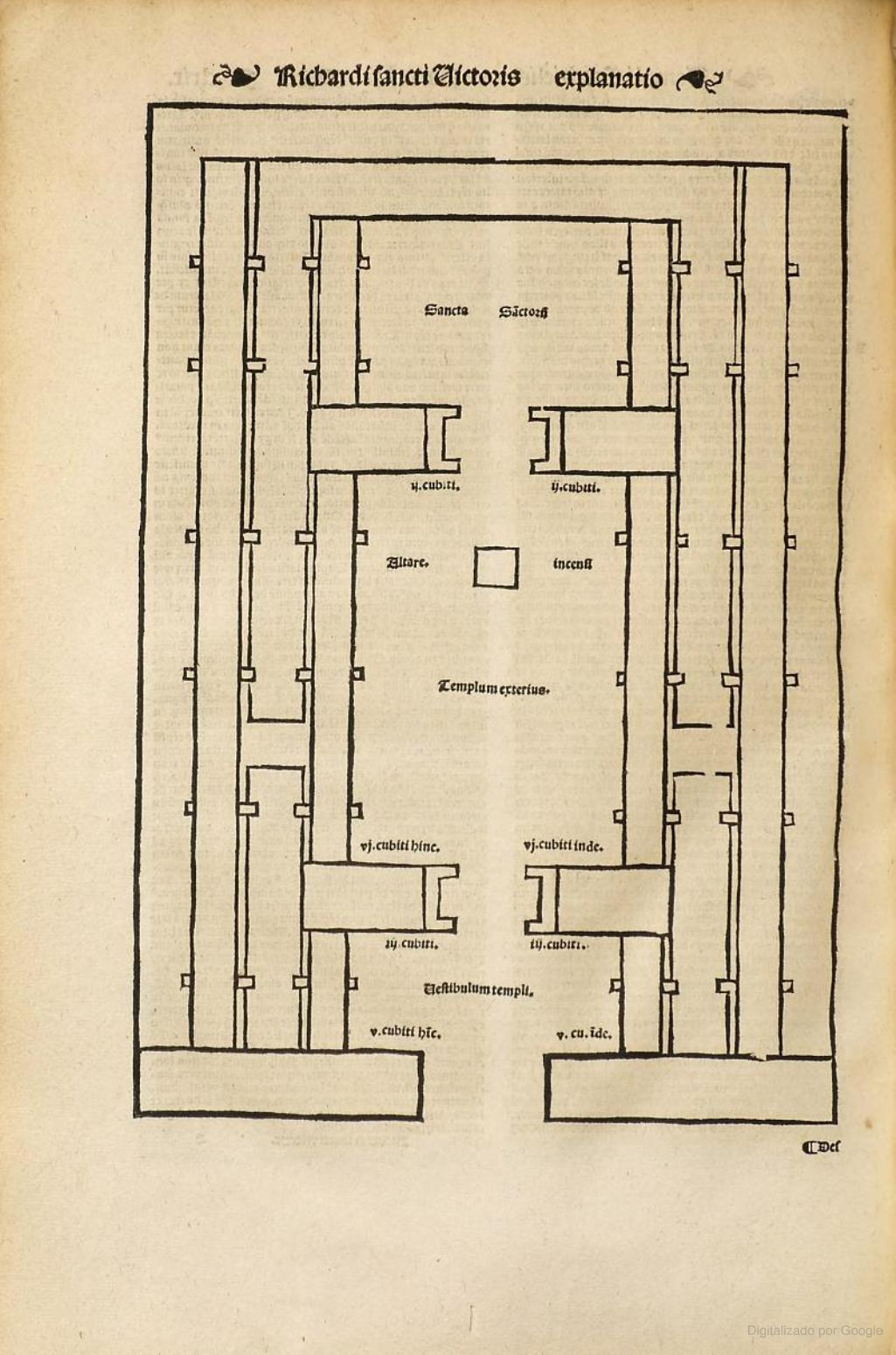
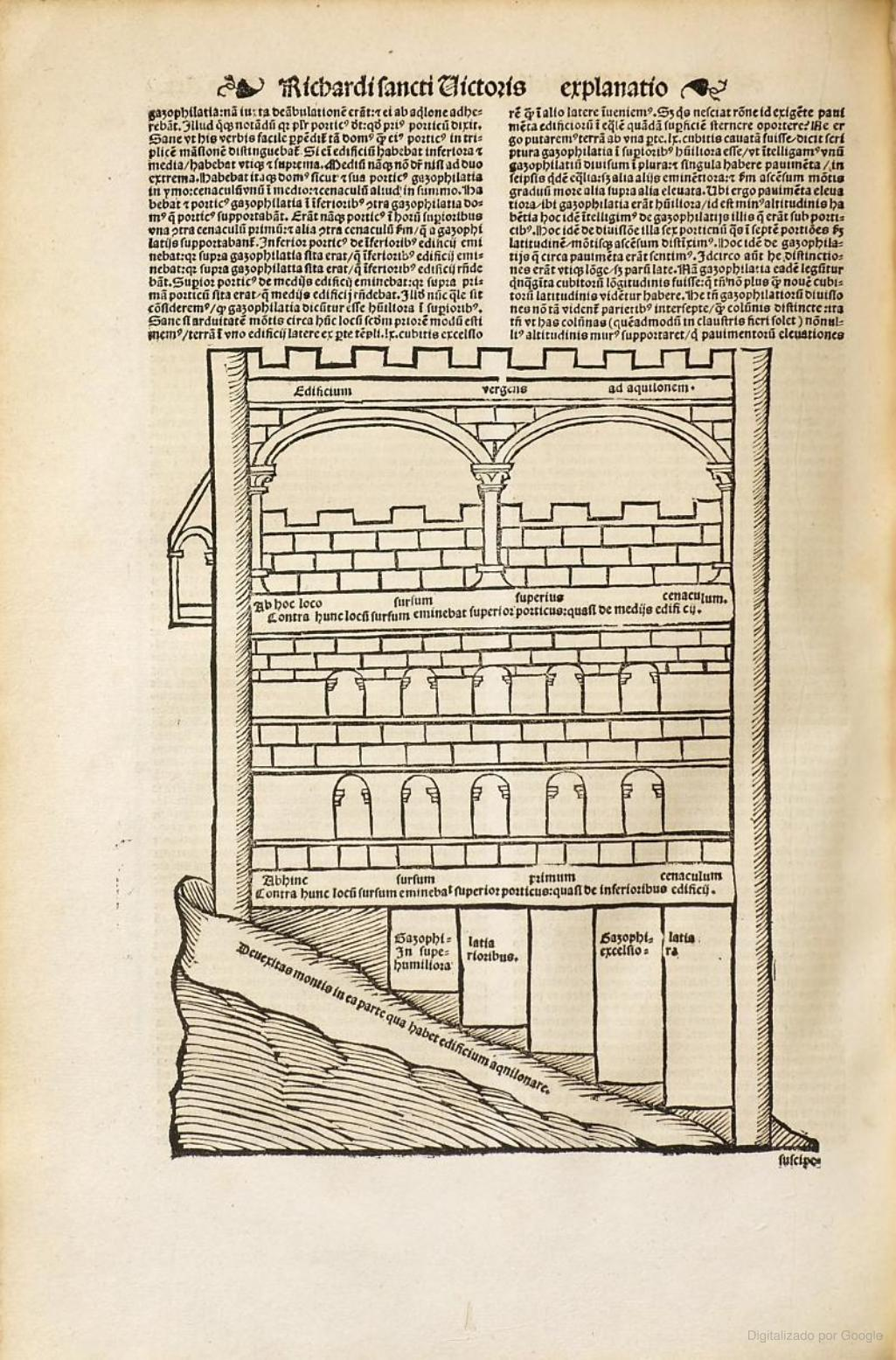
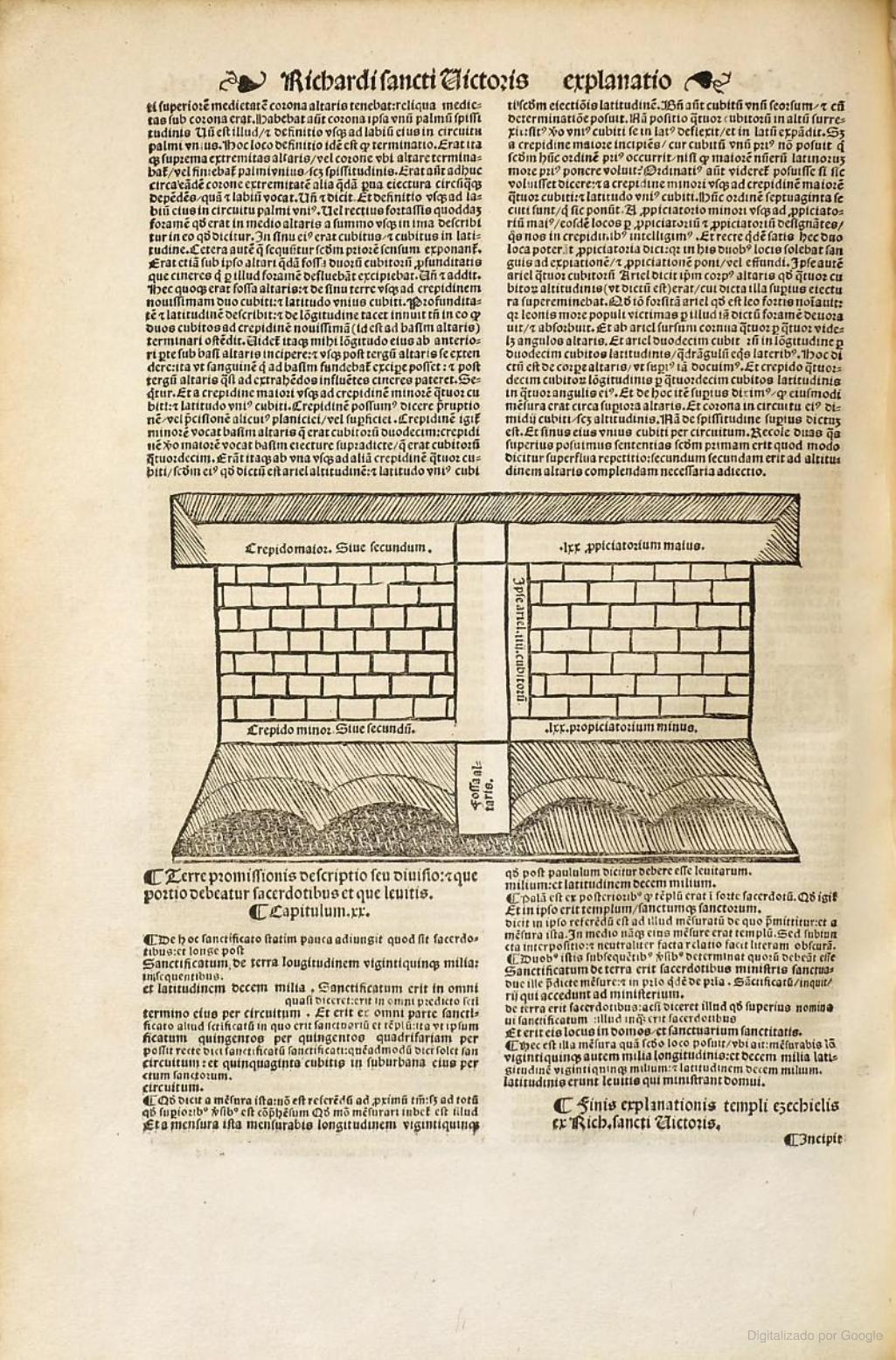